# Dyrektor generalny
Dyrektor generalny – osoba zarządzająca i koordynująca pracę całego przedsiębiorstwa lub organizacji.
W USA ten tytuł jest używany przez najwyższe władze w większości przedsiębiorstw, niezależnie od ich rzeczywistego rozmiaru. W innych krajach anglojęzycznych (szczególnie w krajach Wspólnoty Narodów) terminu tego używa się głównie w przedsiębiorstwach notowanych na giełdzie (spółkach akcyjnych). W innych przedsiębiorstwach częściej używa się określenia dyrektor zarządzający (ang. managing director), którym jest członek organu zarządzającego (rada dwuczęściowa) spółki.